# Crîngu Popa
Emilian Crîngu Ilie Popa (n. 1946 la Pitești- d. 2001 (București)), absolvent al Universității Politehnica București, Facultatea de Mecanică, cu specializarea în Inginerie Aerospațiala (structuri), Crîngu Popa a fost și va rămâne unul dintre cei mai buni, daca nu, cel mai bun aeromodelist român.
Creator de structuri de aeromodele Zbor Liber cunoscut în  întreaga lume, Maestru Emerit al Sportului și Antrenor Emerit la Aeromodelism, Crîngu Popa a obținut multiple titluri naționale și internaționale atât la individual cat și cu echipa.
A practicat multiple clase de Aeromodelism Zbor Liber (F1A, F1B, F1C, F1E).

## Activitate sportivă
- Membru al Lotului Național de Aeromodelism Zbor Liber peste 25 de ani;
- Vicepreședinte al Federației Române de Modelism;
- Membru al juriului FAI;
- Membru Fondator și președinte al Fundației Aeromodelismul Românesc;
- Președinte Fondator al A.S. AVIA București;
- Fondator al A.S. COMOTI București și președinte al Secției de Aeromodelism a aceleiași Asociații Sportive;
- Antrenor al Lotului Național de Aeromodelism Zbor Liber al României.

## Memorialul Popa Crîngu
Anual, la Turda, se organizeaza o etapă a Cupei Moniale la Aeromodelism Zbor Liber, sub denumirea de Memorialul Popa Crîngu.